# Calzada de Copacabana
El piso de piedras portuguesas de Copacabana, también conocido como la calzada de Copacabana o el mosaico de Burle Marx en Copacabana es una calzada ubicada en la ciudad de Río de Janeiro, Brasil. Forma parte de la avenida Atlántica y une los barrios de Copacabana y Leme, en la zona sur de la ciudad. 

## Historia
La avenida Atlántica fue inaugurada en 1906 y la calzada que la acompaña adoptó el trazado famoso en ondas, conocido como "mar largo", como una forma de homenajear la herencia cultural portuguesa de la ciudad. En la década de 1970, la avenida fue ampliada y el artista plástico y paisajista Roberto Burle Marx fue invitado a modernizar el trazado de la calzada. Las ondas, hasta entonces perpendiculares a la playa, pasaron a ser paralelas a ella.
En 1991, la calzada fue declarada patrimonio cultural por el Instituto Estadual del Patrimonio Cultural (INEPAC).

## Estructura

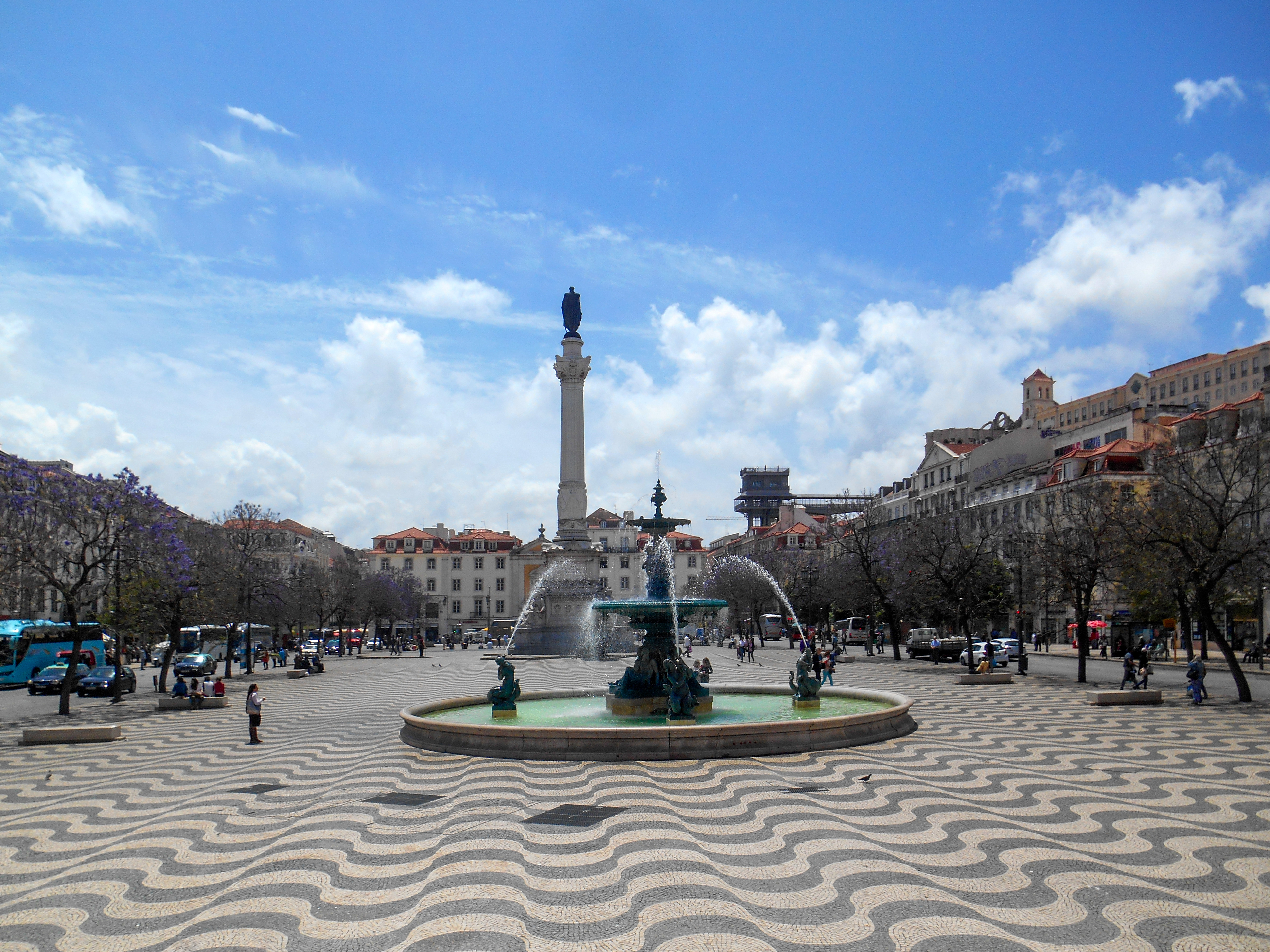
La calzada portuguesa en formato de ondas de la plaza Pedro IV, en Lisboa. Primer ejemplo de ese estilo.

El diseño secuenciado de las ondas fue creado por el ingeniero Pinheiro Furtado, en Portugal, a inicios del siglo XIX para el "largo do Rossio" en Lisboa, actual Praça D. Pedro IV. jacarandás (árbol sudamericano), cercan la plaza. En su origen, este diseño representa el encuentro de las águas dulces del Tajo con el océano Atlántico. En Río se adaptó el diseño para representar las olas de la playa de Copacabana.
La calzada está compuesta de piedras portuguesas negras, blancas y rojas traídas desde Portugal. Simbolizan las tres razas que formaron el pueblo brasileño. El conjunto pasiajístico incluye los cocoteros en el entorno de la calzada.